# Archibald Pitcairne
Archibald Pitcairne (ur. 25 grudnia 1652 w Edynburgu, zm. 20 października 1713 tamże) – szkocki lekarz, matematyk, filozof, poeta, dramaturg, jakobita, profesor medycyny na Uniwersytecie w Lejdzie.

## Życiorys

### Pochodzenie i wykształcenie
Archibald Pitcairne urodził się w Edynburgu w Szkocji. Jego ojciec był urzędnikiem w lokalnym samorządzie miejskim. Średnie wykształcenie typu klasycznego otrzymał w Dalkeith. W 1668 roku wstąpił na Uniwersytet Edynburski, gdzie w 1671 roku otrzymał stopień magistra. Ze względu na słaby stan zdrowia wyruszył na południe Francji, ale po drodze zatrzymał się w Paryżu, gdzie zaczął studiować medycynę. Studia medyczne kontynuował w Padwie, a dyplom lekarza otrzymał w 1680 roku na uniwersytecie w Reims.

### Działalność medyczna
Po ukończeniu studiów Pitcairne powrócił do Edynburga, gdzie został członkiem założycielem Królewskiego Kolegium Lekarzy w Edynburgu. W Edynburgu szybko zaczął się cieszyć dobrą reputacją zawodową i został powołany w 1685 roku na stanowisko profesora medycyny na Uniwersytecie Edynburskim. W 1692 roku Rada Gubernatorów uniwersytetu w Lejdzie powołała go na stanowisko profesora zwyczajnego (Ordinarius Professor Praxeos Medicinae) z pensją 1000 guldenów rocznie. Jego uczniami byli tam między innymi Richard Mead i George Cheyne.
Prowadził starania o powołanie na Uniwersytecie Edynburskim wydziału lekarskiego.
Pitcairne pozostawał pod wpływem poglądów Newtona, szczególnie wyrażonych w dziele Principia Mathematica. W latach 1683–1689 zaczął propagować nowe, matematyczne podejście do zagadnień fizjologii człowieka. Także pod wpływem Newtona starał się tłumaczyć czynności organizmu ludzkiego w kategoriach przepływu płynów ustrojowych.

Opuscula medica, 1716

W leczeniu suchot Pitcairne przepisywał kalomel (chlorek rtęci), wywary z kolcorośla i stosował lewatywy.
W 1694 roku podjął wykłady z dziedziny anatomii. Uzyskał zgodę rady miasta na badania anatomiczne tych zmarłych, których ciała nie były zabierane przez rodzinę i byłyby grzebane na koszt miasta. Ta propozycja spotkała się początkowo ze sprzeciwem naczelnego chirurga Edynburga. Można uznać, że zgoda władz miejskich dała podstawy do rozwoju szkoły medycznej w Edynburgu, a Pitcairne został członkiem Królewskiego Kolegium Chirurgów w Edynburgu w 1701 roku. Był więc jednocześnie członkiem Towarzystwa Lekarzy i Towarzystwa Chirurgów, co nie zdarzyło się ponownie przez następne sto lat.
Często wchodził w kłótnie ze swoimi kolegami lekarzami. Przykładem takiej zapalonej, choć kulturalnej dyskusji, był konflikt z dr Brownem na temat pochodzenia gorączki. Popadał w konflikt z władzami ze względu na swoje nierozważne wypowiedzi. Był jednak lubiany w swoim środowisku, zawsze gotowy do udzielenia pomocy potrzebującym.

### Poglądy religijne

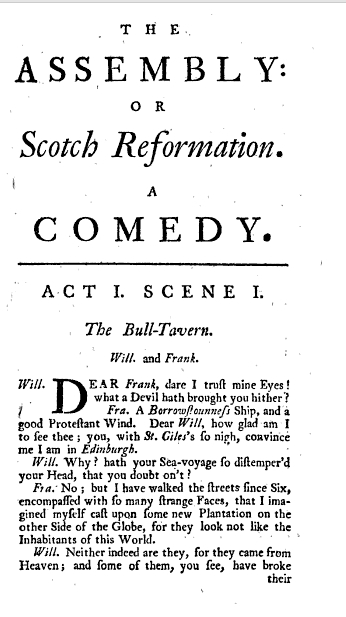
Sztuka teatralna The Assembly

Pitcairne uznawany był Szkocji za przedstawiciela poglądów heterodoksyjnych. Formułował on swoje opinie w sposób celny, wyważony, aluzyjny, skierowany do wykształconych odbiorców. Zainteresowany był religią naturalną, nienawidził duchowieństwa, był bliski przekonaniom angielskich deistów.
Postawa życiowa Pitcairne’a obejmowała szereg elementów wyznania episkopalnego, a po rewolucji w latach 1688–1689 został jakobitą.
W poemacie A Catholick Pile to purge out Christianity, Prescribed by Doctor Sibbald krytykował dr Roberta Sibbalda, który najpierw przeszedł na katolicyzm, a następnie powrócił do wyznania protestanckiego.

### Inne zainteresowania
Pitcairne żywo reagował na aktualne wydarzenia polityczne i społeczne. Utrzymywał liczne kontakty zawodowe i społeczne. Miał wielu przyjaciół i wielu wrogów. Do osób, z którymi się przyjaźnił, współpracował, lub prowadził dysputy, należeli: Isaac Newton, Herman Boerhaave, David Gregory.
Skala zainteresowań Pitcairne’a była niezwykle szeroka, obejmowała obok medycyny zagadnienia prawne, religioznawstwo, poezję, matematykę. Swoje przekonania wyrażał w pracach, które charakteryzowały się dużą erudycją, aluzyjnością i niedomówieniami.
Pitcairne posługiwał się biegle językiem łacińskim, po łacinie pisał wiersze, dobrze przyjęte przez krytyków. Wybór jego wierszy w tłumaczeniu na angielski znajduje się w publikacji Archibald Pitcairne – The Latin Poems wydanej w 2009 roku. Był współautorem komedii The Assembly, or Scotch Reformation, początkowo zatytułowanej The Phanaticks (1691), a także satyrycznego poematu Babel, zawierającego opisy współczesnych mu, znanych prezbiteriańskich duchownych, których nie lubił jako zagorzały jakobita.

### Życie prywatne
W 1693 roku Pitcairne wrócił do Szkocji, aby poślubić córkę wybitnego szkockiego lekarza Sir Archibalda Stevensona. Ponieważ jej rodzina nie zgodziła się na jej wyjazd za granicę, Pitcairne nie wrócił do Lejdy, osiadł w Edynburgu, gdzie został uznany za pierwszego lekarza w Szkocji; udzielał jednocześnie konsultacji w Anglii i Holandii.
Syn Pitcairne’a brał udział w powstaniu jakobitów w 1715 roku. Został z tego powodu skazany na śmierć, ale uratowała go interwencja następcy Pitcairne’a, dr Richarda Meada.
Pitcairne był wielkim kolekcjonerem książek. Jego cenna kolekcja została w latach 1719–1720 sprzedana carowi Rosji Piotrowi I za 500 funtów szterlingów (obecna wartość 103 tysiące dolarów amerykańskich). Pośrednikiem w sprzedaży był przyjaciel Pitcairne’a, dr Robert Erskine.

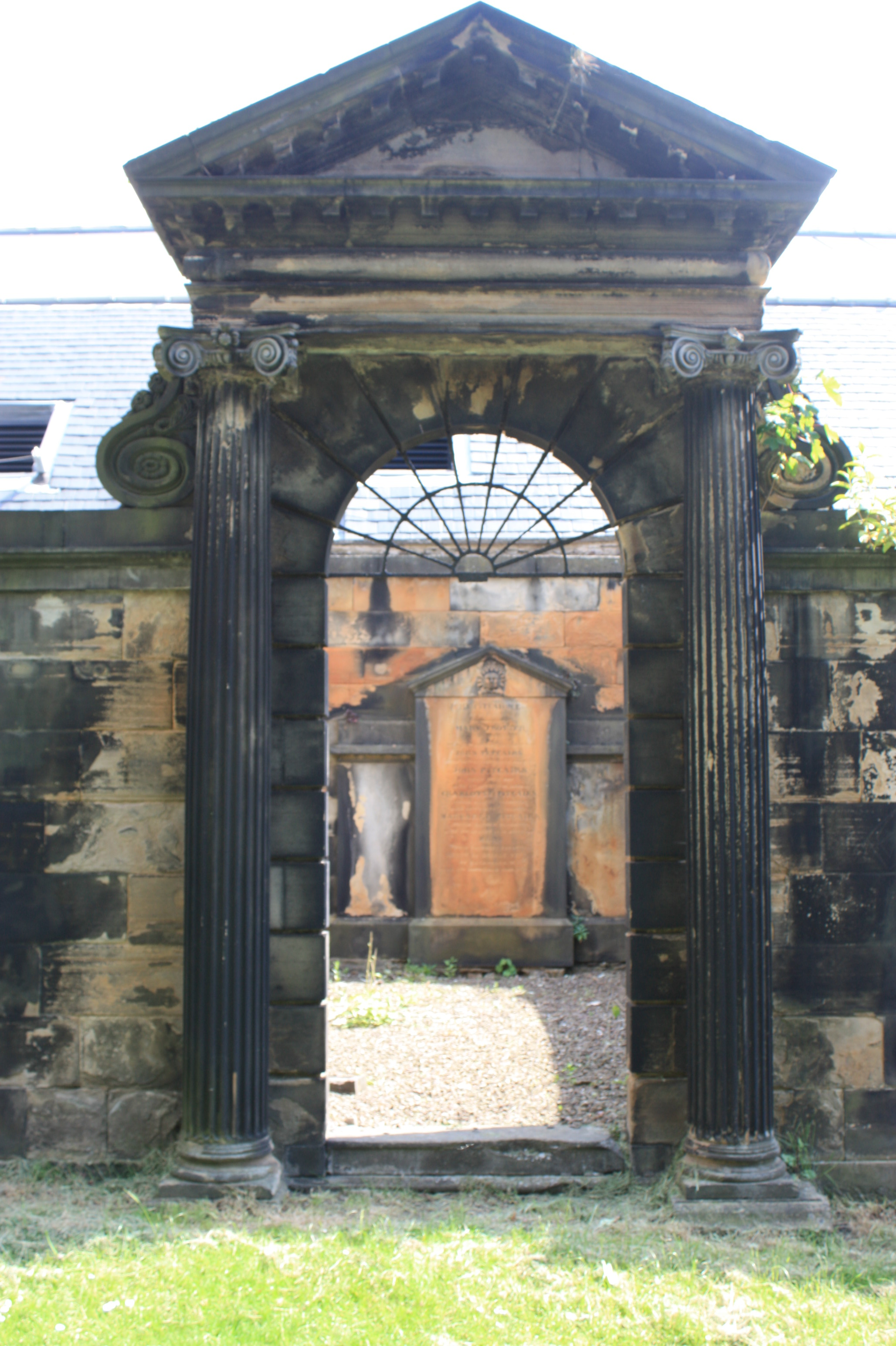
Grobowiec Pitcairne’a w kwaterze Covenanter’s Prison na cmentarzu Greyfriars Kirkyard w Edynburgu

Pitcairne zmarł w Edynburgu w wieku 60 lat. Został pochowany na cmentarzu Greyfriars Kirkyard w Edynburgu.

## Publikacje
- 1688 Solutio problematis de historicis; seu de inventoribus (Solution of the problem concerning historians or inventors)[b][22][23]
- 1701 Dissertationes medicae – w tym dziele zawarte są głównie poglądy medyczne Pitcairne’a. Omawia w nim krążenie krwi w małych naczyniach i w płucach, podstawy trawienia pokarmów, działanie leków przeczyszczających, rolę kwasów i zasad w organizmie. Dzieło to, razem z innymi pracami Pitcairne’a, dostępne jest w tłumaczeniu angielskim, drugie wydanie ukazało się w 1727 roku[c][24].
- 1706 Epistola Archimedis ad Regem Gelonem (Letter of Archimedes to King Gelo)[d][25]
- 1715 The Assembly[e][26]
- 1733 The Philosophical and Mathematical Elements of Physick[f]